# Elaphropeza formosae
Elaphropeza formosae är en tvåvingeart som beskrevs av Mario Bezzi 1907. Elaphropeza formosae ingår i släktet Elaphropeza och familjen puckeldansflugor. Inga underarter finns listade i Catalogue of Life.